# Kostusin (Mazovie)
Pour les articles homonymes, voir Kostusin.
Kostusin (prononciation : [kɔsˈtuɕin]) est un village polonais de la gmina de Dzierzgowo dans le powiat de Mława de la voïvodie de Mazovie dans le centre-est de la Pologne.
Le village compte approximativement une population de 20 habitants en 2006.

## Histoire
De 1975 à 1998, le village appartenait administrativement à la voïvodie de Ciechanów.